# Triokhgorny
Triokhgorny (en russe : Трёхгорный) est une ville fermée de l'oblast de Tcheliabinsk, en Russie. Sa population s'élevait à 33 002 habitants en 2013.

## Nom
Triokhgorny signifie « [ville aux] trois montagnes ».

## Géographie
Triokhgorny est située sur le versant occidental de l'Oural, sur la rivière Iouriouzan, à 200 km de Tcheliabinsk.

## Histoire
Le 24 janvier 1952, le Conseil des ministres décide la construction de l'usine no 933 pour la fabrication de bombes atomiques. La construction de l'usine et d'une cité pour loger le personnel commence en avril 1952. La fabrication des premières bombes atomiques débute en 1955. La localité associée à l'usine reçoit le statut de ville le 28 octobre 1955 et le nom de Zlatooust-20. C'est une ville fermée en raison de ses activités. Elle est rebaptisée Zlatooust-36 le 1er janvier 1967. Enfin, le 29 octobre 1993, la ville est renommée Trekhgorny.

## Population
Recensements (*) ou estimations de la population
| 1996   | 2002*  | 2010*  | 2012   | 2013   |
| ------ | ------ | ------ | ------ | ------ |
| 30 800 | 34 290 | 33 670 | 33 262 | 33 002 |